# Babie
Babie (hongrois : Bábafalva) est un village de Slovaquie situé dans la région de Prešov.

## Histoire
Première mention écrite du village pendant 1330.

## Population
| Année:               | 1994. | 2004.    | 2014.   | 2024.   |
| -------------------- | ----- | -------- | ------- | ------- |
| Nombre de personnes: | 234   | 261      | 241     | 238     |
| Différence:          |       | +11,53 % | -7,66 % | -1,24 % |

| Année:               | 2023. | 2024.   |
| -------------------- | ----- | ------- |
| Nombre de personnes: | 239   | 238     |
| Différence:          |       | -0,41 % |

Lors du recensement de la population pendant 2010, tous les 252 habitants étaient slovaques.